# Romsilva
Romsilva (Regia Națională a Pădurilor Romsilva, deutsch: Nationales Forstamt Romsilva) ist die staatliche Forstverwaltung in Rumänien mit Sitz in Bukarest, die dem dortigen Ministerium für Wasser und Wälder (Ministerul Apelor și Păduril) untersteht. 

## Gründung und Aufbau
Das Nationale Forstamt Romsilva wurde 1991 gegründet.
Die Aufgaben der Romsilva umfassen alle Bereiche staatlichen Handelns in der Forstwirtschaft. Sie bewirtschaftet die staatlichen Forsten (95 % der rumänischen Wälder) und übt die Forstaufsicht über den Nichtstaatswald im Lande aus. Zu ihrem Aufgabenbereich gehört es
zudem, den gerade erst wiedererstandenen Privatwald zu fördern und zu beraten. Die Führungsorgane der Romsilva sind ein Verwaltungsrat und ein Leitender Generaldirektor. Der Verwaltungsrat setzt sich aus 15 vom Ministerium berufenen Personen zusammen, von denen einer der leitende Generaldirektor ist, der die Funktion des Verwaltungsratsvorsitzenden wahrnimmt. Unterhalb der Leitungsebene gibt es in Rumänien 41 Forstdirektionen, die durchschnittlich für 150.000 Hektar Wald zuständig sind, sowie als 42. Institution das Institut für Waldbewirtschaftung und -forschung (Institutul de Cercetari si Amenajari Silvice, ICAS) in Bukarest. Die dritte Ebene im Verwaltungsaufbau bilden die Forstämter. Ihre Größe schwankt zwischen 10.000 und 25.000 Hektar, wobei die Größen im Flachland eher bei 10.000 Hektar und im Gebirge eher bei 25.000 Hektar liegen. Rund 40.000 Personen sind in der Forstwirtschaft beschäftigt.
Am 7. Juni wurde Dragos Ciprian Pahontu für vier Jahre als Generaldirektor bestellt. Pahontu ist seit 2007 für Romsilva in unterschiedlichen Leitungspositionen tätig.

## Tätigkeiten
2016 startete das Nationale Forstamt Romsilva eine ausgedehnte Bewaldungskampagne. Im Zuge dieser Kampagne wurden große Waldflächen regeneriert, neue wurden aufgeforstet. Die breitesten Flächen, die aufgeforstet wurden, befinden sich mit 712 Hektar im Osten des Landes im Kreis Tulcea und im Kreis Brăila, mit 176 Hektar, sowie im südwestrumänischen Kreis Dolj, wo 231 Hektar bewaldet wurden.
Romsilva unterhält auch 15 Staatsgestüte. und ist der größte Hersteller von Waldfrucht-Produkten des Landes, die zu 90 % exportiert werden.
Die Behörde gibt die alle 2 Monate erscheinende Zeitschrift Revista pădurilor (englisch: Journal of Forests) heraus.
Gegen Romsilva werden Vorwürfe wegen Korruption und illegaler Abholzung erhoben. Holz ist weltweit ein sehr begehrter Rohstoff. Ganze Wälder wurden in Rumänien abgeholzt, legal und illegal, weil sich mit Holz gut Geld verdienen lässt. Umweltaktivisten machen die Korruption im Land dafür verantwortlich.